# Mink Olivér
Mink Olivér (Pécs, 1970. április 11. –) magyar labdarúgó, edző.

## Pályafutása

### Labdarúgóként
Mink Olivér egy Pécs melletti faluban, Pécs-Vasason nőtt fel és a helyi csapatban, a Vasasi Bányász Torna Clubban' kezdte a labdarúgást. Ahogy idősebb lett, a város nagyobb egyesületei is felfigyeltek rá, így került végül a PVSK csapatához, de játszott a Pécsi Kesztyűgyár SE csapatában is. 17 évesen  az akkor az NBII-ben szereplő Komlói Bányász utánpótláscsapatához igazolt, ahol az utánpótlás bajnokságban és a felnőtt csapattal az NBII-ben is szerepelt.
Ezután Budapestre, az Újpest ifjúsági csapatához került, akikkel kétszeres bajnok lett utánpótlás szinten. Annak ellenére, hogy viszonylag sikeres és tehetséges játékos volt utánpótlás szinten, soha nem játszott a magyar első osztályban. 1991-ben, 21 évesen Ausztriába, az osztrák harmadosztályba igazolt. Néhány évvel később, elsősorban családi okok miatt visszatárt Magyarországra, szerepelt játékos-edzőként Budapesten, illetve főként NB III-as és megyei elsőosztályú csapatoknál játszott, többek között a pécsi PEAC-ban is, mielőtt végleg felhagyott az aktív labdarúgással.

### Edzőként
Mészáros Ferenccel együtt került a Pécsi Mecsek FC-hez 2011 márciusában, majd miután Mészárost leváltották, Mink lett a megbízott vezetőedző a 2011–12-es bajnoki szezon végéig. A 2012–2013-as szezontól a Pécs szakmai igazgatójává nevezték ki, feladatai közé tartozott többek között az utánpótlás is. Ilyen minőségében a második csapat edzését is vezette.
2021 májusáig a Taksony edzője volt.
Jelenleg a Pécsi VSK szakmai igazgatója 

## Sikerei, díjai
Szóbeli 10 ezer forint

### Fordítás
- Ez a szócikk részben vagy egészben  az   Olivér Mink című angol Wikipédia-szócikk fordításán alapul.  Az eredeti cikk szerkesztőit annak laptörténete sorolja fel. Ez a jelzés csupán a megfogalmazás eredetét és a szerzői jogokat jelzi, nem szolgál a cikkben szereplő információk forrásmegjelöléseként.